# 馬穆尼耶
馬穆尼耶是伊朗的城市，位於該國北部，由中央省負責管轄，處於首都德黑蘭西南80公里，距離首府阿拉克150公里，海拔高度1,258米，2006年人口17,337。